# Adagio e fuga per archi
L'Adagio e fuga in do minore K 546 è la versione per archi trascritta da W. A. Mozart nel giugno del 1788 della Fuga in do minore per due fortepiani K 426.
È proprio in questa seconda versione che la composizione è oggi più conosciuta. In questa veste il compositore aggiunge un maestoso adagio iniziale che, nelle intenzioni di Mozart, doveva meglio sviluppare il potenziale contrappuntistico che andava perso o per lo meno risultava meno incisivo nella versione pianistica．
L'adagio iniziale apre la composizione con toni cupi e drammatici ed ha funzione di preludio. Il ritmo solenne richiama la grandiosità propria dello stile Händel. La fuga che segue senza soluzione di continuità è ancor più ricca di contrappunto; nulla tuttavia è accademico in questa costruzione di grande respiro, equilibrio e tensione che fa catalogare questo adagio tra i più belli che siano mai stati scritti.